# Peter Jacob Hjelm

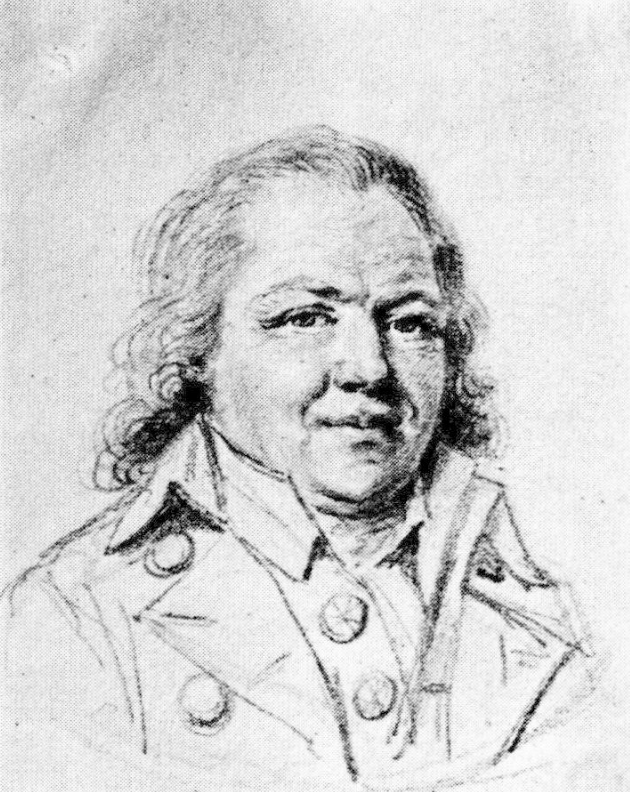
gezeichnetes Portrait von Peter Jacob Hjelm (um 1800)

Peter Jacob Hjelm (* 2. Oktober 1746 in Sunnerbo Härad, Småland; † 7. Oktober 1813 in Stockholm) war ein schwedischer Chemiker und Mineraloge.

## Leben
Hjelm, dessen Vater Pfarrer war, begann 1763 das Studium der Chemie an der Universität Uppsala und wurde dort promoviert. 1774 wurde er als Auskultant (ein Posten ähnlich einem Auskultator in der Justiz, der aber auch lehrte) ans Stockholmer Bergskollegium berufen. Ab 1782 war er Probierer (Metallurg) der königlich schwedischen Münze. Zwei Jahre später wurde er Mitglied der Schwedischen Akademie der Wissenschaften. 1794 übernahm er die Leitung der Stockholmer Münze und wurde Leiter des Chemischen Laboratoriums des Bergskollegiums.
Im Jahr 1781 gelang ihm die Entdeckung des Elements Molybdän, als er im Auftrag von Carl Wilhelm Scheele chemische Untersuchungen am Mineral Molybdänit (Molybdänsulfid, damals Molybdaena genannt und wie auch Graphit als Wasserblei bezeichnet) durchführte. Scheele hatte schon den Unterschied zu Graphit nachgewiesen und Bengt Qvist, dass es Schwefel enthielt. Reaktionen mit Salpetersäure ergaben ein weißes Salz, und Torbern Bergman vermutete gegenüber Scheele, es wäre ein Oxid eines neuen Metalls. Da Scheele ein geeigneter Ofen fehlte, übertrug er die Reduktion Hjelm, mit dem er befreundet war und den er wahrscheinlich schon in Uppsala kannte.
Er studierte auch das 1774 von Johan Gottlieb Gahn entdeckte Mangan.
Er war auch als Geologe tätig, zum Beispiel beschrieb er den Porphyr in Dalarna.